# 町田旭
町田 旭（まちだ あきら、1922年 - 1995年10月15日）は、昭和時代後期に活動した日本の作曲家。茨城県出身。

## 来歴
茨城県西茨城郡岩間町（現在の笠間市）出身。旧制水戸中学校では野球部に所属していた。卒業後は水戸保線事務所（現在のJR東日本水戸支社）に入り、主として線路の保守点検業務に従事する。
国鉄平保線区工事助役を務めていた時期に茨城県が一般公募した県民歌の作曲部門で応募作が入選し、平井康三郎の編曲で「茨城県民の歌」として制定される。当時のインタビューではクラシックのレコード収集が趣味だが作曲を専門的に習ったことは無く、20年余り独学を重ねて試しに作った曲を応募したら入選したと述べている。県民歌入選により名声を得て以降は国鉄職員との兼業で作曲家として活動するようになり、歌謡曲や団体歌を中心に40点前後の作曲を行った。
1995年（平成7年）10月15日死去。満72歳没。

## 作品
- 茨城県民の歌（作詞：川上宏昭、補作詞：茨城県民の歌審査委員会） - 制定時に平井康三郎が補作しており、クレジット上は「原旋律」とされている。
- ラストデートの夜（作詞：日野あきら[注 1]、歌：松尾清子）[1]
- K子にほれました（作詞：飯塚義美、歌：田山勝男）[1]
- 岩瀬町石材の歌（作詞：福田光雄）[5]